# Athletic Club 1982-1983
Questa voce raccoglie le informazioni riguardanti l'Athletic Club nelle competizioni ufficiali della stagione 1982-1983.

## Stagione
Come da politica societaria la squadra è composta interamente da giocatori nati in una delle sette province di Euskal Herria o cresciuti calcisticamente nel vivaio di società basche.
In Primera División l'Athletic Club ingaggiò una lotta serrata al vertice contro il Real Madrid, riuscendo a prevalere all'ultima giornata grazie a una sconfitta delle merengues a Las Palmas che permise alla squadra di prendere la vetta solitaria al fotofinish e di laurearsi campione di Spagna a ventisette anni di distanza dall'ultimo titolo. In Coppa del Re i baschi conclusero il loro cammino ai quarti di finale, dove furono fermati da un Barcellona che rimontò lo svantaggio della gara di andata. Nella neonata Copa de la Liga, i baschi vennero eliminati al secondo turno dall'Atlético Madrid, vincendo 2-1 al ritorno non riuscirono a rimontare la sconfitta per 3-0 dell'andata. Poco degna di nota la prestazione dei rojiblancos in Coppa UEFA, dove furono eliminati al primo turno dagli ungheresi del Ferencváros.

## Maglie e sponsor
| Manica sinistra · Manica sinistra · Maglietta · Maglietta · Manica destra · Manica destra · Pantaloncini · Pantaloncini · Calzettoni · Calzettoni |

## Rosa
| N. |                   | Ruolo | Calciatore         |
| -- | ----------------- | ----- | ------------------ |
|    | Spagna (bandiera) | P     | Andoni Zubizarreta |
|    | Spagna (bandiera) | P     | Andoni Cedrún      |
|    | Spagna (bandiera) | P     | Carlos Meléndez    |
|    | Spagna (bandiera) | D     | Andoni Goikoetxea  |
|    | Spagna (bandiera) | D     | Íñigo Liceranzu    |
|    | Spagna (bandiera) | D     | José María Núñez   |
|    | Spagna (bandiera) | D     | Santiago Urquiaga  |
|    | Spagna (bandiera) | D     | Luis de la Fuente  |
|    | Spagna (bandiera) | D     | Patxi Salinas      |
|    | Spagna (bandiera) | D     | Agustín Gisasola   |
|    | Spagna (bandiera) | D     | Patxi Bolaños      |
|    | Spagna (bandiera) | D     | Teodoro Rastrojo   |
|    | Spagna (bandiera) | D     | Óscar Vivanco      |

| N. |                   | Ruolo | Calciatore          |
| -- | ----------------- | ----- | ------------------- |
|    | Spagna (bandiera) | C     | Miguel de Andrés    |
|    | Spagna (bandiera) | C     | José Ramón Gallego  |
|    | Spagna (bandiera) | C     | Ismael Urtubi       |
|    | Spagna (bandiera) | C     | Miguel Ángel Sola   |
|    | Spagna (bandiera) | C     | Juan José Elgezabal |
|    | Spagna (bandiera) | C     | Fernando Tirapu     |
|    | Spagna (bandiera) | A     | Estanislao Argote   |
|    | Spagna (bandiera) | A     | Dani                |
|    | Spagna (bandiera) | A     | Manuel Sarabia      |
|    | Spagna (bandiera) | A     | Julio Salinas       |
|    | Spagna (bandiera) | A     | José María Noriega  |
|    | Spagna (bandiera) | A     | Ricardo Arrien      |

## Risultati

### Coppa UEFA
| Arbitro: | Fahnler |

|                           |           |          |
| Szokolai 16’ Pölöskei 32’ | Marcatori | 56’ Sola |

| Arbitro: | McGinlay |

|                 |           |              |
| Dani 16’ (rig.) | Marcatori | 35’ Szokolai |

## Statistiche

### Statistiche di squadra
| Competizione         | Punti | In casa | In casa | In casa | In casa | In casa | In casa | In trasferta | In trasferta | In trasferta | In trasferta | In trasferta | In trasferta | Totale | Totale | Totale | Totale | Totale | Totale | DR  |
| Competizione         | Punti | G       | V       | N       | P       | Gf      | Gs      | G            | V            | N            | P            | Gf           | Gs           | G      | V      | N      | P      | Gf     | Gs     | DR  |
| -------------------- | ----- | ------- | ------- | ------- | ------- | ------- | ------- | ------------ | ------------ | ------------ | ------------ | ------------ | ------------ | ------ | ------ | ------ | ------ | ------ | ------ | --- |
| Primera División     |       | 17      | 15      | 1       | 1       | 48      | 17      | 17           | 7            | 5            | 5            | 23           | 19           | 34     | 22     | 6      | 6      | 71     | 36     | +35 |
| Coppa del Re         | -     | 4       | 3       | 1       | 0       | 10      | 1       | 4            | 2            | 1            | 1            | 2            | 3            | 8      | 5      | 2      | 1      | 12     | 4      | +8  |
| Copa de la Liga 1983 | -     | 2       | 1       | 1       | 0       | 3       | 2       | 2            | 0            | 1            | 1            | 2            | 4            | 4      | 1      | 2      | 1      | 5      | 6      | -1  |
| Coppa UEFA           | -     | 1       | 0       | 1       | 0       | 1       | 1       | 1            | 0            | 0            | 1            | 1            | 2            | 2      | 0      | 1      | 1      | 2      | 3      | -1  |
| Totale               | -     | 24      | 19      | 4       | 1       | 62      | 21      | 24           | 9            | 7            | 8            | 28           | 28           | 48     | 28     | 11     | 9      | 90     | 49     | +41 |

### Statistiche dei giocatori
| Giocatore       | Primera División | Primera División | Primera División | Primera División | Coppa del Re | Coppa del Re | Coppa del Re | Coppa del Re | Coppa de la Liga | Coppa de la Liga | Coppa de la Liga | Coppa de la Liga | Coppa UEFA | Coppa UEFA | Coppa UEFA  | Coppa UEFA | Totale   | Totale | Totale      | Totale     |
| Giocatore       | Presenze         | Reti             | Ammonizioni      | Espulsioni       | Presenze     | Reti         | Ammonizioni  | Espulsioni   | Presenze         | Reti             | Ammonizioni      | Espulsioni       | Presenze   | Reti       | Ammonizioni | Espulsioni | Presenze | Reti   | Ammonizioni | Espulsioni |
| --------------- | ---------------- | ---------------- | ---------------- | ---------------- | ------------ | ------------ | ------------ | ------------ | ---------------- | ---------------- | ---------------- | ---------------- | ---------- | ---------- | ----------- | ---------- | -------- | ------ | ----------- | ---------- |
| E. Argote       | 33               | 6                | 1                | 0                | 8            | 0            | 0            | 0            | 1                | 0                | 0                | 0                | 2          | 0          | 1           | 0          | 44       | 6      | 2           | 0          |
| R. Arrien       | 0                | 0                | 0                | 0                | 0            | 0            | 0            | 0            | 1                | 0                | 0                | 0                | 0          | 0          | 0           | 0          | 1        | 0      | 0           | 0          |
| P. Bolaños      | 2                | 0                | 0                | 0                | 0            | 0            | 0            | 0            | 0                | 0                | 0                | 0                | 1          | 0          | 0           | 0          | 3        | 0      | 0           | 0          |
| A. Cedrún       | 0                | -0               | 0                | 0                | 0            | -0           | 0            | 0            | 0                | 0                | 0                | 0                | 0          | -0         | 0           | 0          | 0        | 0      | 0           | 0          |
| Dani            | 32               | 18               | 4                | 1                | 5            | 3            | 0            | 0            | 2                | 1                | 0                | 0                | 2          | 1          | 0           | 0          | 41       | 23     | 4           | 1          |
| M. De Andrés    | 30               | 3                | 7                | 2                | 7            | 0            | 2            | 0            | 2                | 0                | 1                | 0                | 2          | 0          | 0           | 0          | 41       | 3      | 10          | 2          |
| L. De la Fuente | 21               | 1                | 1                | 0                | 7            | 0            | 0            | 0            | 2                | 0                | 0                | 0                | 2          | 0          | 0           | 0          | 32       | 1      | 1           | 0          |
| J.J. Elgezabal  | 3                | 0                | 0                | 0                | 0            | 0            | 0            | 0            | 2                | 0                | 0                | 0                | 0          | 0          | 0           | 0          | 5        | 0      | 0           | 0          |
| J.R. Gallego    | 28               | 1                | 1                | 0                | 3            | 0            | 0            | 0            | 3                | 0                | 0                | 1                | 2          | 0          | 0           | 0          | 36       | 1      | 1           | 1          |
| A. Gisasola     | 2                | 0                | 1                | 0                | 1            | 0            | 0            | 0            | 0                | 0                | 0                | 0                | 0          | 0          | 0           | 0          | 3        | 0      | 1           | 0          |
| A. Goikoetxea   | 24               | 4                | 3                | 2                | 5            | 0            | 0            | 0            | 2                | 0                | 1                | 0                | 1          | 0          | 1           | 0          | 32       | 4      | 5           | 2          |
| Í. Liceranzu    | 27               | 7                | 5                | 2                | 6            | 0            | 0            | 0            | 2                | 0                | 2                | 2                | 2          | 0          | 1           | 0          | 37       | 7      | 8           | 4          |
| C. Meléndez     | 0                | -0               | 0                | 0                | 0            | -0           | 0            | 0            | 0                | 0                | 0                | 0                | 0          | -0         | 0           | 0          | 0        | 0      | 0           | 0          |
| J.M. Noriega    | 28               | 8                | 1                | 0                | 8            | 3            | 0            | 0            | 4                | 1                | 1                | 0                | 1          | 0          | 0           | 0          | 41       | 12     | 2           | 0          |
| J.M. Núñez      | 30               | 0                | 4                | 0                | 7            | 0            | 2            | 0            | 4                | 0                | 1                | 0                | 2          | 0          | 0           | 0          | 43       | 0      | 7           | 0          |
| T. Rastrojo     | 0                | 0                | 0                | 0                | 1            | 0            | 0            | 0            | 0                | 0                | 0                | 0                | 0          | 0          | 0           | 0          | 1        | 0      | 0           | 0          |
| J. Salinas      | 7                | 1                | 0                | 0                | 6            | 3            | 0            | 0            | 4                | 0                | 0                | 0                | 0          | 0          | 0           | 0          | 17       | 4      | 0           | 0          |
| P. Salinas      | 5                | 0                | 0                | 0                | 0            | 0            | 0            | 0            | 0                | 0                | 0                | 0                | 0          | 0          | 0           | 0          | 5        | 0      | 0           | 0          |
| M. Sarabia      | 33               | 16               | 5                | 1                | 6            | 1            | 0            | 0            | 3                | 2                | 0                | 0                | 2          | 0          | 0           | 0          | 44       | 19     | 5           | 1          |
| M.A. Sola       | 32               | 4                | 2                | 0                | 5            | 0            | 0            | 0            | 4                | 1                | 0                | 0                | 2          | 1          | 0           | 0          | 43       | 6      | 2           | 0          |
| F. Tirapu       | 1                | 0                | 0                | 0                | 4            | 0            | 0            | 0            | 0                | 0                | 0                | 0                | 0          | 0          | 0           | 0          | 5        | 0      | 0           | 0          |
| S. Urquiaga     | 34               | 0                | 2                | 0                | 8            | 0            | 0            | 0            | 3                | 0                | 0                | 0                | 2          | 0          | 0           | 0          | 47       | 0      | 2           | 0          |
| I. Urtubi       | 34               | 7                | 4                | 0                | 8            | 2            | 0            | 0            | 4                | 0                | 1                | 0                | 1          | 0          | 0           | 0          | 47       | 9      | 5           | 0          |
| Ó. Vivanco      | 0                | 0                | 0                | 0                | 0            | 0            | 0            | 0            | 2                | 0                | 0                | 0                | 0          | 0          | 0           | 0          | 2        | 0      | 0           | 0          |
| A. Zubizarreta  | 34               | -36              | 2                | 0                | 8            | -4           | 0            | 0            | 4                | -6               | 0                | 0                | 2          | -3         | 0           | 0          | 48       | -49    | 2           | 0          |